# فرانس يانسن
فرانس يانسن (26 سبتمبر 1965 - ) هو لاعب كرة قدم هولندي يلعب كمهاجم.